# 村田誠醇
村田 誠醇（むらた せいじゅん、1947年〈昭和22年〉2月6日 - ）は、日本の政治家。元日本社会党参議院議員(1期)、社会保険労務士。

## 来歴
東京都出身。1969年、日本大学法学部を卒業。卒業後は日本社会党本部に勤務した。社会保険労務士の資格を取得した後、1979年に労働保険事務組合を設立した。全国中小企業連合常務理事や副会長を務めた。1989年の第15回参議院議員通常選挙に比例区から日本社会党公認で立候補して初当選。1995年の第17回参議院議員通常選挙に立候補したが落選した。1996年の第41回衆議院議員総選挙に東京8区から民主党公認で出馬するも落選した。